# Teaonui Tehau
Teaonui Tehau (1 de septiembre de 1992 en Faa'a) es un futbolista francopolinesio que juega como delantero en el Vénus.

## Carrera
Debutó en 2009 en el AS Vénus. En 2013, firmó con el AS Dragon, representante francopolinesio en la Liga de Campeones de la OFC, con el fin de tener más rodaje previo a la Copa FIFA Confederaciones 2013. Al término de la competencia, regresó al Vénus, aunque volvería a incorporarse al Dragon en 2014. Ese mismo año firmó con el AS Pirae.

### Clubes
| Club       | País               | Año             | Juegos | Goles |
| ---------- | ------------------ | --------------- | ------ | ----- |
| Tahiti U20 | Polinesia Francesa | 2008            | 8      | 2     |
| AS Vénus   | Polinesia Francesa | 2009 - Presente | 251    | 385   |
| AS Dragon  | Polinesia Francesa | 2013            | 27     | 10    |
| AS Pirae   | Polinesia Francesa | 2014 - 2015     | 16     | 2     |

### Selección nacional
Con la selección tahitiana Sub-20 jugó la Copa Mundial 2009. En la selección mayor fue parte de las plantillas para afrontar la Copa de las Naciones de la OFC 2012, en donde ganó el título, y 2016 y la Copa FIFA Confederaciones 2013. Además, obtuvo la medalla de bronce en los Juegos del Pacífico 2011.